# Geneviève Grad
Geneviève Grad (Paris, 5 de julho de 1944 – La Chaussée-Saint-Victor, 6 de novembro de 2024) foi uma atriz francesa.

## Carreira
Atuou em mais de 30 trabalhos no cinema e na televisão francesa. No Brasil, contracenou com Adriana Prieto no filme O Palácio dos Anjos (1970), de Walter Hugo Khouri.
Nos anos 1960 e 1970, também teve discreta participação no teatro.

## Morte
Grad morreu de câncer em uma clínica em La Chaussée-Saint-Victor, em 8 de novembro de 2024, aos 80 anos

## Filmografia
- 1961: Un soir sur la plage
- 1961: Captain Fracasse
- 1962: The Centurion
- 1962: Arsène Lupin contre Arsène Lupin
- 1962: Attack of the Normans
- 1962: L'Empire de la nuit
- 1963: Hercules vs. Moloch
- 1963: The Beast of Babylon Against the Son of Hercules
- 1963: Sandokan the Great
- 1964: Gibraltar
- 1964: The Troops of St. Tropez
- 1964: L'Enlèvement d'Antoine Bigut (TV)
- 1965: Chambre à louer (TV)
- 1965: Frédéric le gardian (TV)
- 1965: Gendarme in New York
- 1966: Su nombre es Daphne
- 1967: Le Fossé
- 1967: Quand la liberté venait du ciel (TV)
- 1967: Au théâtre ce soir : Ami-ami
- 1968: Le Démoniaque : Lise
- 1968: Le gendarme se marie
- 1969: Agence intérim (TV)
- 1970: The Palace of Angels
- 1970: OSS 117 Takes a Vacation
- 1972: Flash Love
- 1975: Au théâtre ce soir : La moitié du plaisir
- 1977: Libertés sexuelles
- 1977: Le Maestro
- 1978: Voltaire (or Ce diable d'homme) (TV)
- 1980: Comme une femme : La sœur d'Olivier
- 1980: La Vie des autres (TV)
- 1980: La Pharisienne (TV)
- 1980: Voulez-vous un bébé Nobel?
- 1983: Ça va pas être triste